# Valea Iașului
Valea Iașului est une commune du județ d'Argeș en Roumanie.